# Ruta Estatal de Nueva York 1A
La Ruta Estatal de Nueva York 1A (NY 1A) fue una carretera estatal en la Ciudad de Nueva York que pasaba por el Túnel Holland hasta conectarse con la U.S. Route 1. Existió desde 1934, cuando la ruta fue enumerada por primera vez en Nueva York, hasta 1960.